# Ribeira de São João
Ribeira de São João é uma povoação portuguesa do Município de Rio Maior que foi sede da extinta Freguesia de Ribeira de São João, freguesia que tinha 7,76 km² de área e 496 habitantes (2011), e, por isso, uma densidade populacional de 63,9 hab/km².
A Freguesia de Ribeira de São João foi extinta (agregada) pela reorganização administrativa de 2012/2013, tendo o seu território sido agregado ao da Freguesia de São João da Ribeira para criar a União de Freguesias de São João da Ribeira e Ribeira de São João.

## População
| População da freguesia de Ribeira de São João | População da freguesia de Ribeira de São João | População da freguesia de Ribeira de São João | População da freguesia de Ribeira de São João | População da freguesia de Ribeira de São João | População da freguesia de Ribeira de São João | População da freguesia de Ribeira de São João | População da freguesia de Ribeira de São João | População da freguesia de Ribeira de São João | População da freguesia de Ribeira de São João | População da freguesia de Ribeira de São João | População da freguesia de Ribeira de São João | População da freguesia de Ribeira de São João | População da freguesia de Ribeira de São João | População da freguesia de Ribeira de São João |
| --------------------------------------------- | --------------------------------------------- | --------------------------------------------- | --------------------------------------------- | --------------------------------------------- | --------------------------------------------- | --------------------------------------------- | --------------------------------------------- | --------------------------------------------- | --------------------------------------------- | --------------------------------------------- | --------------------------------------------- | --------------------------------------------- | --------------------------------------------- | --------------------------------------------- |
| 1864                                          | 1878                                          | 1890                                          | 1900                                          | 1911                                          | 1920                                          | 1930                                          | 1940                                          | 1950                                          | 1960                                          | 1970                                          | 1981                                          | 1991                                          | 2001                                          | 2011                                          |
|                                               |                                               |                                               |                                               |                                               |                                               |                                               |                                               |                                               |                                               |                                               |                                               | 545                                           | 582                                           | 496                                           |

Criada pela lei nº 71/84, de 31 de Dezembro, com lugares desanexados da freguesia de São João da Ribeira
| Distribuição da População por Grupos Etários | Distribuição da População por Grupos Etários | Distribuição da População por Grupos Etários | Distribuição da População por Grupos Etários | Distribuição da População por Grupos Etários | Distribuição da População por Grupos Etários | Distribuição da População por Grupos Etários | Distribuição da População por Grupos Etários | Distribuição da População por Grupos Etários | Distribuição da População por Grupos Etários |
| -------------------------------------------- | -------------------------------------------- | -------------------------------------------- | -------------------------------------------- | -------------------------------------------- | -------------------------------------------- | -------------------------------------------- | -------------------------------------------- | -------------------------------------------- | -------------------------------------------- |
| Ano                                          | 0-14 Anos                                    | 15-24 Anos                                   | 25-64 Anos                                   | > 65 Anos                                    |                                              | 0-14 Anos                                    | 15-24 Anos                                   | 25-64 Anos                                   | > 65 Anos                                    |
| 2001                                         | 92                                           | 78                                           | 291                                          | 121                                          |                                              | 15,8%                                        | 13,4%                                        | 50,0%                                        | 20,8%                                        |
| 2011                                         | 70                                           | 56                                           | 246                                          | 124                                          |                                              | 14,1%                                        | 11,3%                                        | 49,6%                                        | 25,0%                                        |

Média do País no censo de 2001:  0/14 Anos-16,0%; 15/24 Anos-14,3%; 25/64 Anos-53,4%; 65 e mais Anos-16,4%
Média do País no censo de 2011:   0/14 Anos-14,9%; 15/24 Anos-10,9%; 25/64 Anos-55,2%; 65 e mais Anos-19,0%

## História
A freguesia foi criada a 16 de Maio de 1984 por desanexação da freguesia de São João da Ribeira à qual sempre pertenceu exceptuando um pequeno período no século XVIII em que esteve integrada na freguesia de Rio Maior. No início do século XVI, as terras que hoje constituem a freguesia pertenciam a Pedro Álvares Cabral. Após o seu falecimento em 1520, a proprietária passou a ser a viúva D. Isabel de Castro que faleceria em 1538.
O desenvolvimento da aldeia da Ribeira de São João foi em redor do Rio Maior, beneficiando das potencialidades agrícolas dos terrenos de aluvião e ainda usar o curso da água como força motriz dos seus moinhos e azenhas.
A antiga ermida de Nossa Senhora da Barreira seria elevada à categoria de Igreja Paroquial aquando da constituição da freguesia canónica em 1985, mantendo Nossa Senhora da Barreira como orago da freguesia. A pequena igreja, já várias vezes restaurada depois da sua construção no séc. XV, possui uma magnifica quadrocentista figurando a padroeira.
A população da zona sempre foi muito devota a Nossa Senhora da Barreira, e tem tradições a festa em sua honra realizada no domingo do Espírito Santo. Sabe-se que pelo menos em 1984, já atraia muitos devotos, sendo a capela ornamentada, com folhas de nespereira e variadas flores nas paredes e alecrim no chão.
Mas a essência patrimonial da freguesia está nas suas antigas azenhas. Algumas perderam-se com os anos, mas outras foram recuperadas para turismo, como é o caso das da Ferraria e do Capitão. Uma característica das gentes da região é boa hospitalidade com que recebem gente de fora.
A paróquia foi instituida em 1985.

## Lenda de Nossa Senhora da Barreira
Reza a lenda que um homem, que andava com um arado a lavrar a terra nas fazendas de Barreira, encontrou uma imagem de Nossa Senhora. A imagem foi levada para a igreja de São João da Ribeira, mas desapareceu e foi encontrada nas fazendas de Barreira e isto repetiu-se várias vezes até ser construída a capela que a guardaria definitivamente e que é hoje a igreja paroquial. A capela terá sido construída no século XIV.

## Actividades económicas
Indústria de carnes, agricultura e comércio

## Festas e Romarias
Nossa Senhora da Barreira (domingo do Espírito Santo)

## Património cultural e edificado
Igreja matriz, azenhas da Ferraria e das Faias, Moinho dos Carvalhos, Fonte da Quinta da Rosa e Capela de Nossa Senhora da Barreira

## Outros locais de interesse turístico
Quinta da Ferraria, Quinta do Capitão, Quinta de Santa Bárbara e Fontes da Ribeira

## Gastronomia
Migas de Bacalhau, Magustos, misturadas, lapardão, frango de cabidela e coscorões

## Artesanato
Tapeçaria tipo Arraiolos, arranjos florais, rendas e bordados

## Colectividades
Associaçao Solidariedade Social Cultural Desportiva Ribeirense, Associação Físico Cultural da Ribeira de São da Ribeira e Projor - Projecto Jovem Ribeirense